# Epicentrum

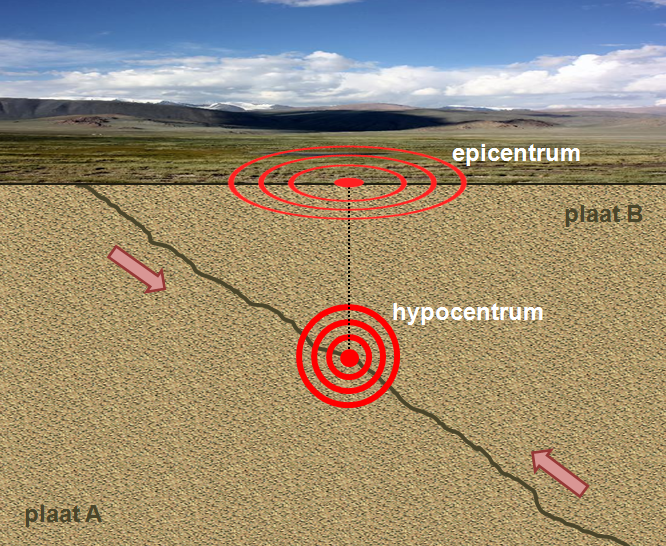
Het epicentrum ligt recht boven het hypocentrum van de aardbeving. plaat A wordt overschoven door plaat B.

Onder epicentrum verstaat men het punt op het aardoppervlak (epi is Grieks voor "op") loodrecht boven het hypocentrum (ondergronds) van een aardbeving. 
De trillingen van een aardbeving verspreiden zich als uitdijende kringen over het aardoppervlak en het midden van die cirkel wordt aangeduid met epicentrum. Aangezien het epicentrum het punt op het aardoppervlak is dat het dichtst bij de haard is, is dit ook het punt waar de aardbevingsgolven het sterkst gevoeld worden en vaak vindt men rond het epicentrum de meeste verwoestingen.

## Ander gebruik
Het begrip epicentrum wordt, behalve voor aardbevingen, weleens in overdrachtelijke zin gebruikt voor middelpunt.

## Trivia
- Soms wordt abusievelijk “episch centrum” geschreven.